# 天池隙蛛
天池隙蛛（学名：Coelotes tianchiensis）为暗蛛科隙蛛属的动物。在中国大陆，分布于新疆等地。该物种的模式产地在新疆天池白杨沟。